# 中山治
中山 治（なかやま おさむ、1947年 - ）は日本の心理学者。臨床社会心理学を専門とする。

## 来歴
神奈川県生まれ。慶應義塾大学大学院社会学研究科博士課程を修了。東大病院、川崎市心身障害センター、静岡女子短期大学などに勤務。
心理学の知識を勉強に応用する本を数多く書く。和田秀樹や福井一成などを批判している。
最近は21世紀日本研究所を設立し、日本人論についての本を書いている。

## 著書
- 『「ぼかし」の心理』創元社、1988年
- 『親子で伸ばす学習戦略』宝島社、1995年
- 『<甘え>の精神病理』洋泉社、1996年
- 『日本人はなぜ多重人格なのか』洋泉社、1999年
- 『無節操な日本人』ちくま新書、2000年
- 『日本人はなぜナメられるのか』洋泉社、2001年
- 『戦略思考ができない日本人』ちくま新書、2001年
- 『戦略思考で勝ち残れ！』ちくま新書、2003年
- 『日本人の壁』洋泉社、2004年
- 『誇りを持って戦争から逃げろ！』ちくま新書、2006年
- 『「草食スピリッツ」の日本人』ＰＨＰパブリッシング、2009年